# ACS Tomitanii Constanța
ACS Tomitanii Constanța este o echipă profesionistă de rugby din orașul Constanța care evoluează în CEC Bank SuperLiga, prima divizie a rugby-ului de club din România.

## Palmares
- Divizia Națională de Seniori (Liga 2):
  - Câștigătoare (1) : 2017-18
- Divizia A:
  - Locul 2 (1) : 2016-17

## Legături externe
- Prezentare la FR Rugby
- Prezentare la Telegraf Online